# In partibus infidelium
La locució llatina in partibus infidelium significa literalment 'en terres dels infidels'. És una expressió eclesiàstica, avui dia obsoleta, afegida al nom d'una seu diocesana conferida, no residencial o titular dels bisbes catòlics. N'és un exemple: Joan, bisbe de Tir in partibus infidelium. Antigament, quan els bisbes es veien forçats a fugir abans de la invasió de les forces d'infidels, creients d'una altra religió, eren ben rebuts per altres esglésies, i alhora preservaven els seus títols i drets sobre les seves diòcesis. Fins i tot els eren confiades l'administració de seus vacants. Per aquesta raó, trobem Gregori el Gran que nomenà Joan, bisbe d'Alexis (Lezhë, Albània), expulsat pels seus enemics, a la seu de Squillace. Des de fa temps, es posen aquests títols de diòcesis d'antigues esglésies cristianes ara en indrets amb altres religions predominants per conservar-ne la memòria.
S'ha posat normalment a bisbes auxiliars o a bisbes en tasca missional. Segons Fagnani, el nomenament regular de bisbes titulars data només del Concili del Laterà XII, durant el pontificat de Lleó X. Només els cardenals estaven autoritzats a demanar-ne, però Pius V va estendre el privilegi sobre les seus en les quals és costum tenir bisbes auxiliars. D'ençà s'ha estès molt aquest costum. La Sagrada Congregació de la Propaganda, amb una circular del 3 de març de 1882, va abolir l'expressió in partibus infidelium. Actualment s'empra únicament el nom del bisbe amb la seu, i de vegades el districte al qual pertanyia la diòcesi, o simplement precedida amb l'expressió «bisbe titular».